# Байуотер, Ингрэм
Ингрэм Байуотер (англ. Ingram Bywater; 27 июня 1840, Ислингтон, Лондон, Великобритания — 17 1914, Лондон, Великобритания) — английский филолог-классик. Королевский профессор в Оксфорде, член Британской академии (1902).
Окончил Оксфордский университет, затем его сотрудник. В 1882—1893 годах лектор греческого, в 1893—1908 годах Королевский профессор греческого Оксфордского университета. Сменил его в последней должности Марри, Гилберт.
Ингрэму Байуотеру принадлежит открытие в 1869 году «Протрептики» Аристотеля.